# Crytea albitrochanterata
Crytea albitrochanterata är en stekelart som först beskrevs av Heinrich 1938.  Crytea albitrochanterata ingår i släktet Crytea och familjen brokparasitsteklar. Inga underarter finns listade i Catalogue of Life.